# Kallukote, Dod Ballapur
Kallukote là một làng thuộc tehsil Dod Ballapur, huyện Bangalore Rural, bang Karnataka, Ấn Độ.